# 恩德拉自然保护区
恩德拉自然保护区是爱沙尼亚中部的一个自然保护区。
恩德拉自然保护区保护一个淡水系统，包括酸沼、沼泽、温泉和溪流。因此它在更新珀尔察马河水域中起重要作用。植物群落以松树灌木和芦原为主。几种受威胁的兰科物种可以在自然保护区找到。一些稀有或濒危的鸟类也在这个区域抚育下一代。游客设施包括游客中心，观鸟塔和自然徒步小径。